# دوريس نيونر
دوريس نيونر (بالألمانية: Doris Neuner) وهي متزلجة نمساوية في رياضة الزحافات الجليدية ولدت في يوم 10 مايو 1971 تمكنت من الفوز بالميدالية الذهبية في الألعاب الأولمبية الشتوية 1992 في مدينة ألبيرفيل في فرنسا. كما فازت بالميدالية الفضية في الزوجي مع شقيقتها أنجليكا نوينر في بطولة العالم في سنة 1991 في ونتربيرغ في ألمانيا في سنة 1991 و في كالغاري في كندا في 1993 وفي ليلهامر في النرويج في 1995فازت بالميدالية البرونزية وفازت في بطولة العالم في الفردي بالميدالية البرونزية في كالغاري في كندا في سنة 1993.

## روابط خارجية
- دوريس نيونر على موقع اللجنة الأولمبية الدولية (الإنجليزية)
- دوريس نيونر على موقع أوليمبيديا (الإنجليزية)